# ويليام ألبرت باترسون
ويليام ألبرت باترسون هو سياسي كندي، ولد في 10 يوليو 1841، وتوفي في 14 يونيو 1917. انتخب عضو مجلس نواب نوفا سكوتيا وانتخب عضو مجلس العموم الكندي.